# 코스타데라루스

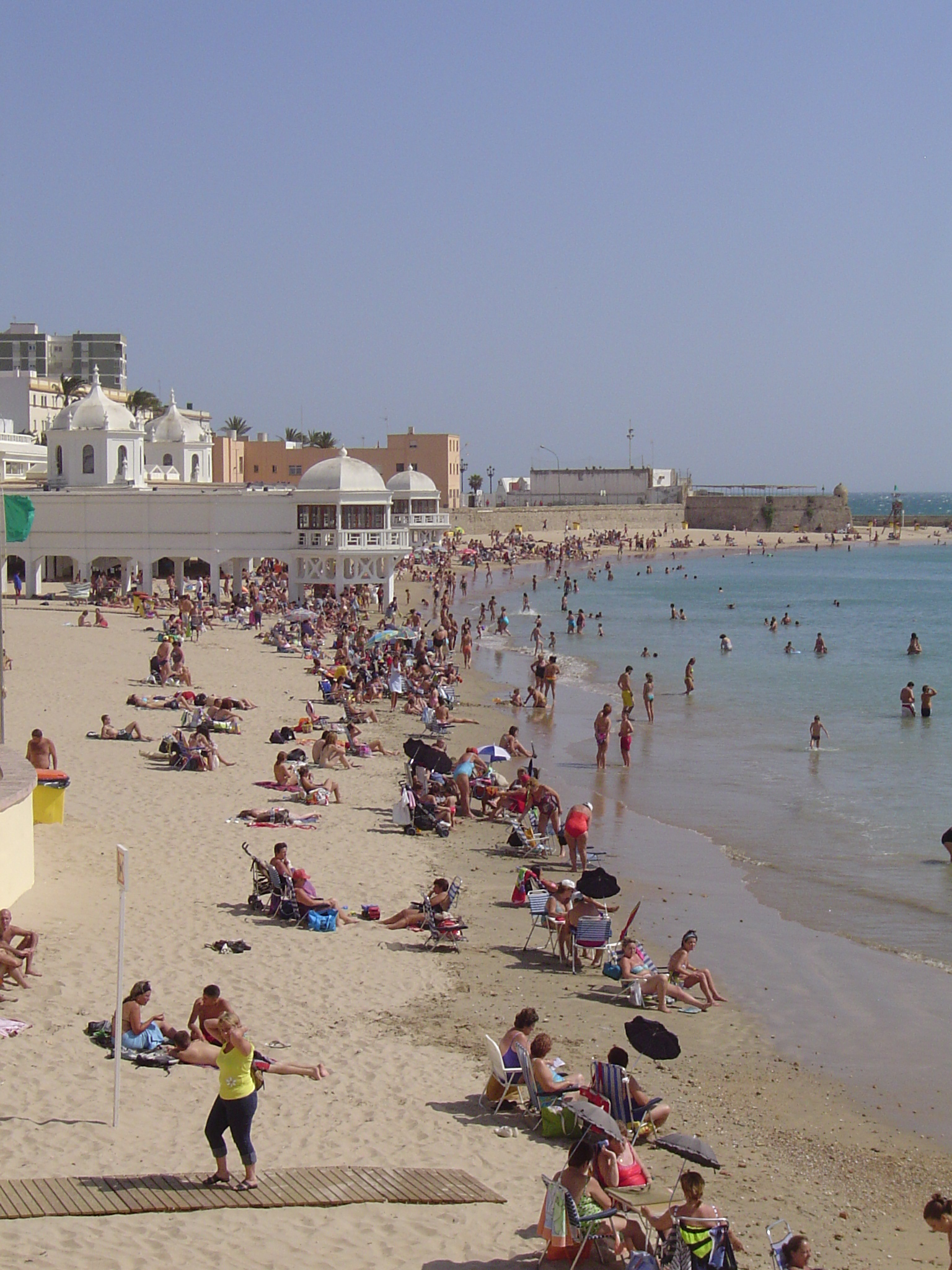
코스타데라루스

코스타데라루스(스페인어: Costa de la Luz)은 스페인 안달루시아 지방 서부에 위치한 해안이다.